# 9751 Kadota
A 9751 Kadota (ideiglenes jelöléssel 1990 QM) a Naprendszer kisbolygóövében található aszteroida. T. Seki fedezte fel 1990. augusztus 20-án.